# Satyr
Satyr, pseudonimo di Sigurd Wongraven (Oslo, 28 novembre 1975), è un cantante e polistrumentista norvegese.

## Biografia
È fondatore e membro principale (assieme a Frost) del gruppo black metal norvegese Satyricon. Nella band è chitarrista, bassista, tastierista e cantante.
È stato citato in un articolo nel quale dice che, a differenza di altri musicisti black metal, lui non è satanista. Quando era più giovane, chiese ai suoi genitori di ritirarlo dalle lezioni di religione a scuola. Ha inoltre avuto una serie di incontri con Euronymous, leader dei Mayhem, che gli mandò una lettera prima di essere assassinato.
Nel 1992 fonda l'etichetta Moonfog Records.
Ha inoltre fondato altre band come Storm, Wongraven, Eibon, Black Diamond Brigade e ha collaborato con i Thorns.

## Discografia

### Con i Satyricon

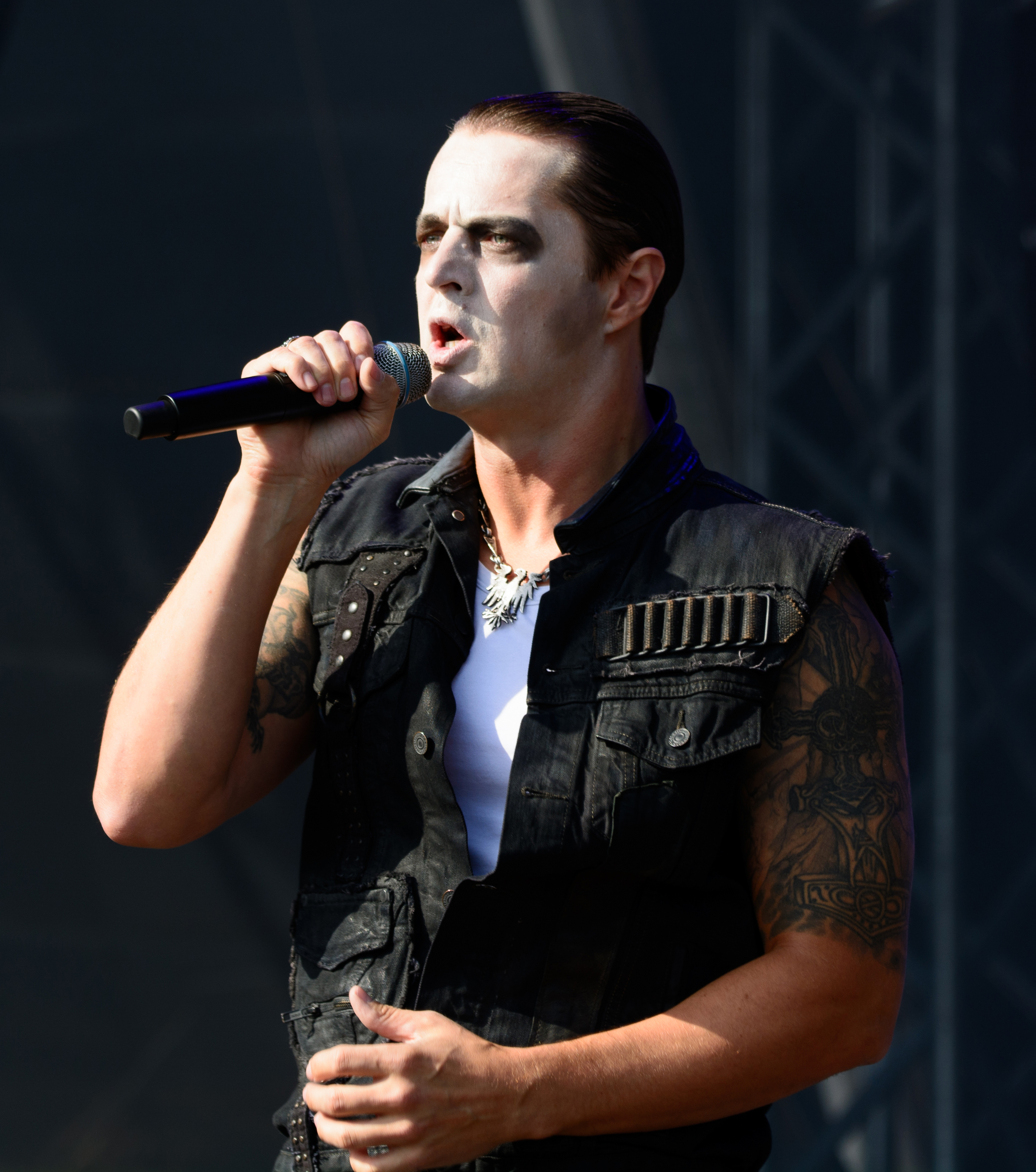
Satyr nel 2018

- 1994 – Dark Medieval Times
- 1994 – The Shadowthrone
- 1996 – Nemesis Divina
- 1999 – Rebel Extravaganza
- 2002 – Volcano
- 2006 – Now, Diabolical
- 2008 – The Age of Nero
- 2013 – Satyricon
- 2017 – Deep Calleth Upon Deep

### Con i Wongraven
- 1995 – Fjelltronen

### Con gli Storm
- 1995 – Nordavind

### Con i Thorns
- 1999 – Thorns vs. Emperor (split con gli Emperor)
- 2001 – Thorns